# Trichopterna krueperi
Trichopterna krueperi är en spindelart som först beskrevs av Simon 1884.  Trichopterna krueperi ingår i släktet Trichopterna och familjen täckvävarspindlar.
Artens utbredningsområde är Grekland. Inga underarter finns listade i Catalogue of Life.